# منتخب العراق لكرة السلة للسيدات
منتخب العراق لكرة السلة للسيدات هو ممثل العراق الرسمي في المنافسات الدولية في كرة السلة. ينتمي إلى منطقة الاتحاد الآسيوي لكرة السلة.

## البطولات التي شارك فيها
- بطولة آسيا لكرة السلة
- كرة السلة في الألعاب الأولمبية